# رودخانه هایز
رودخانه هایز در منطقهٔ شمالی، مانیتوبا، کانادا است که از دریاچهٔ مولسون به خلیج هادسون در یورک فکتوری جاری می‌شود.
این رودخانه نقش مهم تاریخی در توسعهٔ کانادا داشته و از میراث کانادایی‌هاست. این رودخانه بزرگترین روخانهٔ جاری در مانیتوبا است.